# 亞爾莫雷湖
55°38′24″N 39°40′33″E / 55.64000°N 39.67583°E
亞爾莫雷湖（俄语：Ярмолы），是俄羅斯的湖泊，位於該國西部，由莫斯科州負責管轄，處於沙圖拉區，長0.9公里、寬0.6公里，面積0.44平方公里，最大水深8米。